# Chick Corea
Armando Anthony "Chick" Corea (Chelsea, 12 de junho de 1941 – 9 de fevereiro de 2021) foi um pianista e tecladista (teclista) de jazz estadunidense e um compositor bastante conhecido por seu trabalho na década de 1970 no gênero chamado jazz fusion, apesar de ter contribuições significativas para o jazz tradicional.
Participou da criação do movimento electric fusion como membro da banda de Miles Davis na década de 1960, e, nos anos 1970, fez parte do grupo Return to Forever. Continuou a buscar outros colaboradores e a explorar vários estilos e gêneros musicais nos anos 1980 e 1990. 
De sua carreira solo, destacam-se as músicas "Spain", "500 Miles High", "La Fiesta", "Armando's Rhumba" e "Windows", consideradas essenciais no jazz tradicional.
Entre os pianistas de jazz, Corea é considerado um dos mais influentes, desde Bill Evans (junto com Herbie Hancock, McCoy Tyner e Keith Jarrett). Também é conhecido por ser um promotor da cientologia.

## Biografia
Descendente de italianos, seu pai Armando, um trompetista de jazz que liderava uma banda de Dixieland, na região de Boston, nos anos 30 e 40, apresentou o piano a Chick quando este tinha cinco anos.
Crescendo com jazz ao seu redor, o jovem Chick foi influenciado pelos músicos de bebop Dizzy Gillespie, Charlie Parker, Bud Powell, Horace Silver e Lester Young.
Uma influência importante foi o pianista concertista Salvatore Sullo do qual Chick tomou lições desde os 8 anos, o que o introduziu à música clássica, aumentando o seu interesse em composição.
Adquiriu experiência tocando nas bandas de Mongo Santamaria e Willie Bobo (1962-1963), Blue Mitchell (1964-1966), Herbie Mann e Stan Getz.
Sua primeira gravação como líder foi em 1966, Tones for Joan's Bones, e seu álbum em trío de 1968 (com Miroslav Vitous e Roy Haynes) Now He Sings, Now He Sobs se considera um clássico.
Após um breve intervalo com Sarah Vaughan, Corea fez  parte do grupo de Miles Davis, substituindo gradualmente Herbie Hancock, e permanecendo com Davis durante um período muito importante da banda (1968-1970), onde, persuadido por Davis, começou a tocar o piano elétrico, produzindo álbuns antológicos como Filles de Kilimanjaro, In a Silent Way, Bitches Brew, e Miles Davis at the Fillmore. Quando deixou Davis, Chick começou a tocar o jazz vanguardista do Circle, um quarteto com Anthony Braxton, Dave Holland, e Barry Altschul até o final de 71, quando modificou novamente seu estilo.
Chick obteve muito sucesso nos anos 70 com a formação Return to Forever, à qual Al di Meola, Stanley Clarke, Lenny White, Gayle Moran, Flora Purim pertenceram, entre outros. Nessa época, Corea usava, além do piano, um Fender Rhodes e diversos sintetizadores, principalmente um Mini-Moog.
Durante os anos seguintes, se aprofundou no piano acústico, aparecendo em uma grande variedade de contextos; turnês em duo com Gary Burton e Herbie Hancock, um quarteto com Michael Brecker, trios com Miroslav Vitous e Roy Haynes, tributos a Thelonious Monk, e algo de música clássica.
Em 1985, Chick Corea formou um novo grupo, The Elektric Band, integrada pelo baixista John Patitucci, o guitarrista Frank Gambale, o  saxofonista Eric Marienthal, e o baterista Dave Weckl. Para equilibrar sua música, anos mais tarde formou seu Akoustic Trio con Patitucci y Weckl. Corea  liderou ainda outras grandes formações (incluindo um quarteto com Patitucci e Bob Berg).
Durante os anos de 1996 e 1997, Corea fez parte de um quinteto (que incluía Kenny Garrett e Wallace Roney), tocando versões atualizadas de composições de Bud Powell e Thelonious Monk.
Em 1998 esteve na programação de inauguração do Teatro Alfa, em São Paulo.
Morreu em 9 de fevereiro de 2021, aos 79 anos de idade, devido a um câncer.

## Discografia
- Tones for Joan's Bones (1966)
- Now He Sings, Now He Sobs (1968)
- Is (1969)
- Sundance (1969)
- The Song of Singing (1970)
- Piano Improvisations Vol. 1 (1971)
- Piano Improvisations Vol. 2 (1971)
- The Leprechaun (1976)
- My Spanish Heart (1976)
- The Mad Hatter (1978)
- An Evening With Herbie Hancock & Chick Corea: In Concert (1978)
- Secret Agent (1978)
- Friends (1978)
- Delphi I (1979)
- CoreaHancock (1979)
- Tap Step (1980)
- Live in Montreux (1980)
- Three Quartets (1981)
- Touchstone (1982)
- Trio Music (1982)
- Again & Again (1983)
- On two pianos (1983, with Nicolas Economou)
- The Meeting (1983, with Friedrich Gulda)
- Children's Songs (1984)
- Fantasy for Two Pianos with Friedrich Gulda (1984)
- Voyage - with Steve Kujala (1985)
- Septet (1985)
- Trio Music Live in Europe (1987)
- Play (1992, with Bobby McFerrin)
- Expressions (1994)
- Time Warp (1995)
- The Mozart Sessions (1996, with Bobby McFerrin)
- Remembering Bud Powell (1997)
- Like Minds (1998, Gary Burton, Chick Corea, Pat Metheny, Roy Hanes, Dave Holland)
- Solo Piano - Originals (2000)
- Solo Piano - Standards (2000)
- New Trio: Past, Present & Futures (2001)
- Rendezvous In New York (2003)
- The Ultimate Adventure (2006)

### Com Gary Burton
- Crystal Silence (1972)
- Duet (1979)
- In Concert, Zürich (1980)
- Lyric Suite for Sextet (1983)
- Native Sense - The New Duets (1997)

### Circle
- Circulus (1970)
- Early Circle (1970)
- Circle Gathering (1970)
- Circle Live in Germany (1970)
- ARC (1970)
- Circle - Paris Concert (1971)

### Return to Forever
- Return to Forever (1972)
- Light as a Feather (1972)
- Hymn of the Seventh Galaxy (1973)
- Where Have I Known You Before (1974)
- No Mystery (1975)
- Romantic Warrior (1976)
- MusicMagic (1977)
- RTF Live (1978)

### Chick Corea Elektric Band
- Chick Corea Elektric Band (1986)
- Light Years (1987)
- Eye of the Beholder (1988)
- Inside Out (1990)
- Beneath the Mask (1991)
- Elektric Band II: Paint the World (1993)
- To the Stars (2004)

### Chick Corea &Origin
- Live at The Blue Note (1998)
- A Week at The Blue Note (1998)
- Change (1999)
- corea.concerto (1999)

### Chick Corea's Akoustic Band
- Chick Corea Akoustic Band (1989)
- Alive (1991)
- Live from Blue Note Tokyo (2000)